# Tomentella subtestacea
Tomentella subtestacea är en svampart som beskrevs av Bourdot & Galzin 1924. Tomentella subtestacea ingår i släktet Tomentella och familjen Thelephoraceae.  Artens status i Sverige är: Ej påträffad. Inga underarter finns listade i Catalogue of Life.